# Witterda
Witterda est une commune allemande de Thuringe, située dans l'arrondissement de Sömmerda. Elle est administrée par sa voisine Elxleben.

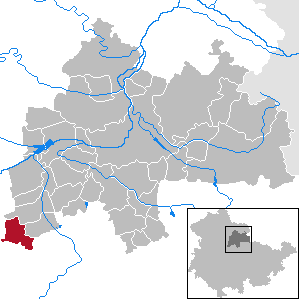
Situation de Witterda (en rouge) dans l'arrondissement de Sömmerda